# 皮布兰
皮布兰（法語：Puybrun，法語發音：[pɥibʁœ̃]）是法国洛特省的一个市镇，属于菲雅克区。

## 地理
皮布兰（44°55'7"N, 1°47'13"E）面积4.36 平方千米，位于法国奧克西塔尼大區洛特省，该省份为法国西南部内陆省份，北起顺时针与科雷兹省、康塔爾省、阿韦龙省、塔恩-加龙省、洛特-加龍省和多尔多涅省接壤。
与皮布兰接壤的市镇（或旧市镇、城区）包括：比亚克、利乌德尔、托里亚克。

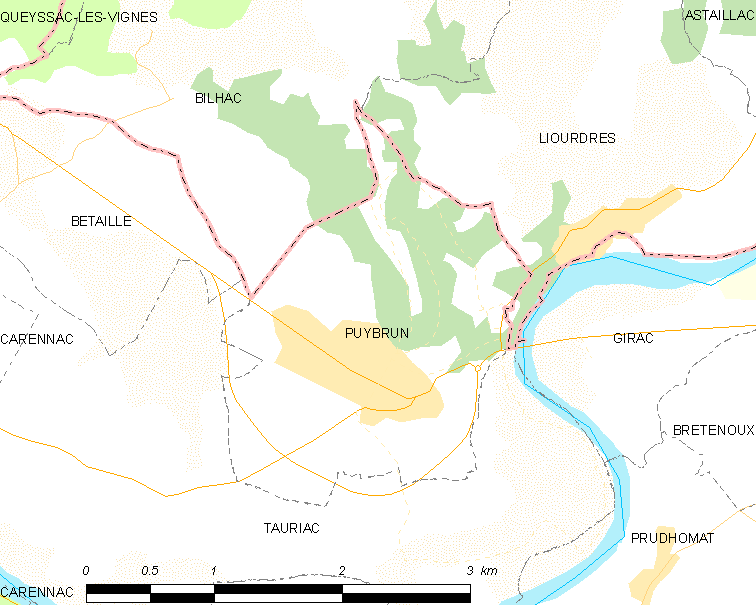
皮布兰的OSM定位图

皮布兰的时区为UTC+01:00、UTC+02:00（夏令时）。

## 行政
皮布兰的邮政编码为46130，INSEE市镇编码为46229。

## 政治
皮布兰所属的省级选区为塞尔-塞加拉县。

## 人口

1962-2008年间皮布兰人口变化图示

皮布兰于2022年1月1日时的人口数量为993人。